# ヘルマン・ツァップ

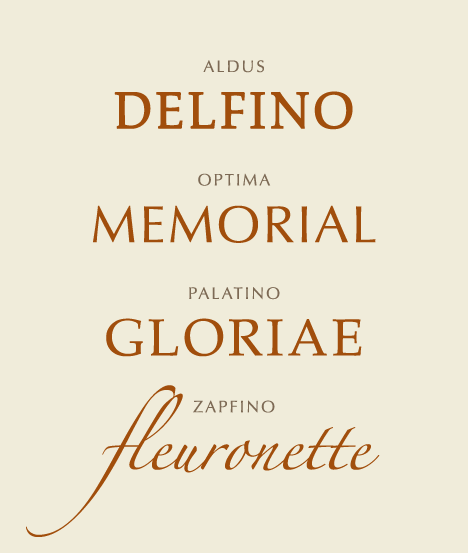
ヘルマン・ツァップによる書体デザイン。

ヘルマン・ツァップ（Hermann Zapf, 1918年11月8日 – 2015年6月4日）は、ドイツの書体デザイナー。多くの書体を世に送り出してきた。彼の妻はカリグラファーであり書体デザイナーでもあるグドルン・ツァップ＝フォン・ヘッセ（Gudrun Zapf-von Hesse、旧姓がフォン・ヘッセ）である。
ツァップの仕事は、その優れたデザイン（Optima, Palatinoなどは特に有名）故に多くの尊敬を得た一方、数々のツァップ作書体の模倣品が生まれた。例えばマイクロソフト製品にバンドルされたBook AntiquaはPalatinoの模造品である。
ヘルマン・ツァップのデザインした書体として以下のようなものがある。
- Aldus, AMS Euler, Aurelia, Edison, Kompact, Marconi, Medici Script, Melior, Michelangelo, Optima, Palatino, Saphir, Vario, ITC Zapf Book, ITC Zapf International, Sistina, ITC Zapf Chancery, ITC Zapf Dingbats, Zapf Renaissance Antiqua, Zapfino

2015年に96歳で没した。

## 若年期
ヘルマン・ツァップは動乱の時代にドイツのニュルンベルクに生まれた。ツァップが生まれた頃、ドイツではベルリンとミュンヘンでのドイツ革命や第一次世界大戦、ヴィルヘルム2世の亡命、そしてクルト・アイスナーによるバイエルン共和国設立などが起こっていた。加えて、1918年から1919年にかけて流感が大流行し、その後は飢饉がドイツを襲った。ツァップが1925年に毎日食事が提供されている学校に入学する際には母親は安堵したという。この政策は、後にアメリカ大統領となるハーバート・フーバーによるものであった。
在学中、ツァップは主に技術科目に興味を抱く。彼の愛読するものの中にはDas neue Universum (“The New Universe”) という科学雑誌があった。彼と兄は電気を使って鉱石ラジオを作ったり、家の警報システムを作ったりと実験を行った。幼い頃から既にツァップは書体に親しんでおり、兄との秘密のやりとりのために暗号文用のアルファベットを創作するなどしていた。ツァップは1933年、電気工学の道に進むために学校を出た。ツァップの父は、設立されたばかりのナチス政権下のドイツと問題を起こしてしまい、不幸にも失業し、労働組合を巻き込んでダッハウ強制収容所に短期間ではあるが収容されていた。

## タイポグラフィーへの入門
政治体制の変化のため、ツァップはニュルンベルクのオーム技術研究所 (Ohm Technical Institute) への入所が許されなかった。そこで奉公先を探さなければならなかったが、面接に訪れた会社からは政治的な質問が繰り返され、作品は褒めてもらえるものの、不合格の通知ばかりを受け取った。そこで、新政治による弊害を警戒した教員が、ツァップの製図の技術に気付き石版画家になるように勧めた。10カ月後の1934年、電話帳に載っていた最後の会社の面接を受けた。その会社では政治に関する質問を一切されず、作品を褒められ、石版画も奉公ももする必要がなかった。レタッチャーとして採用され、1934年から4年間の研修期間が始まった。
1935年、前年に没したタイポグラファーのルドルフ・コッホ (de) のためにニュルンベルクで開かれた展示会に出向き、ツァップは初めてレタリングに興味を抱いた。会場で2冊の本を買い求め、独学でカリグラフィーを学び始めた。ニュルンベルクの市民図書館でカリグラフィーの手本を見て勉強した。彼の師はすぐに彼のカリグラフィーの才能に気付き、ツァップの仕事はレタリングの修正と同僚のレタッチの改良へと変わっていった。

## フランクフルト時代
研修期間を終えて数日後、ツァップはフランクフルトに向けて旅立った。彼は年季明けの職人としての資格を得られなかったので、ニュルンベルクの他の会社で労働許可を得られなかったのだ。ツァップはルドルフ・コッホの息子ポール・コッホが経営するWerkstatt Haus zum Fürsteneckというビルに赴いた。彼はそこでタイポグラフィーと唱歌集の制作にほとんどの時間を割いた。
印刷歴史学者のグスタフ・モリを通じ、ツァップはフランクフルトの活字鋳造所ステンペル社 (D. Stempel AG) やライノタイプ社 (Linotype GmbH) と連絡を取るようになった。1938年、彼は最初の印刷用タイプフェイスとして、フラクトゥールのGilgengartをデザインした。

## 戦時中の活動
1939年4月1日、ツァップは徴兵され、対フランス戦の補強部隊としてピルマゼンスに派遣された。過酷な肉体労働に慣れていなかったために数週間で心臓の持病が悪化してしまい、デスクワークに移動となって、ドイツ書体でキャンプの記録や免許証を書くなどの仕事をこなした。
9月には第二次世界大戦が勃発し、ツァップの所属部隊は国防軍の所属となったが、心臓の持病を理由にツァップは国防軍には送られず免職となった。しかし1942年4月1日、再び徴兵された。ツァップはドイツ空軍所属となるはずであったが、ヴァイマルの砲撃隊に配属された。彼は優秀ではなく、訓練中に左右を間違えたり、銃の扱いも散々であった。上官達はすぐに彼を砲撃隊から外した。
ツァップは再びデスクワークに戻り、ユーターボークの地図製作部隊で経験を積んだ。その後、フランスのディジョンとボルドーに赴き、第一軍に合流した。ボルドーの地図製作部隊でツァップはスペインの、特に鉄道網について詳しい地図を製作していた。スペイン内戦後にフランシスコ・フランコが橋を修理していなかったが、砲撃隊の輸送に利用できそうであったからだ。ツァップは地図製作部隊で生き生きと働いた。彼は拡大鏡を使わずに1ミリの文字を書くことができるほどに視力が良く、この技術のお陰で前線での活動から遠ざかることができた。
終戦後、ツァップはフランス軍の捕虜としてテュービンゲンの野戦病院に拘留された。素晴らしい作品の数々や芳しくない健康状態から、彼は丁重に扱われ、わずか4週間で帰宅を許された。こうして彼は、空襲で大きな被害にあったニュルンベルクの街へと戻った。

## 戦後
ツァップは1946年にニュルンベルクでカリグラフィーを教えていた。1947年にステンペル社から印刷所の芸術面での所長の地位の依頼があり、フランクフルトへ戻った。免許や資格は求められず、戦時中のスケッチブックと、Hans von Weberの著作“Junggesellentext”のために1944年に制作したカリグラフィー作品を見せるようにと言われた。ツァップの作品の一つに、“Feder und Stichel”（「ペンと彫刻師」）というタイトルの出版物で、戦時中にツァップがデザインしてオーギュスト・ローゼンベルガーが鋳造した金属板で印刷されたものがあった。
1948年から1950年の間、ツァップはオッフェンバッハの工芸学校でカリグラフィーを教え、グラフィック科の2クラス向けに週2回レタリングの教室を開いていた。1951年に、フランクフルトのシュテーデルにある学校で教壇に立っていたグドルン・フォン・ヘッセと結婚した。
グラフィックアーティストとしてのツァップは主にブックデザインに従事した。彼はズーアカンプ出版社 (Suhrkamp Verlag)、インゼル出版社 (Insel Verlag)、ブックギルド・グーテンベルク社 (Büchergilde Gutenberg)、ハンザー出版社 (Hanser Verlag)、Dr. ルートヴィヒ・ライヒェルト出版社 (Dr. Ludwig Reichert Verlag)、フィリップ・フォン・ツァベルン出版社 (Verlag Philipp von Zabern) など、さまざまな出版社の仕事をした。

## 書体デザイン
ツァップは金属活字、写真植字（いわゆる“コールド・タイプ”）、そしてDTP向けのデジタルフォントなど、さまざまな印刷技術に対応した書体をデザインした。最も有名な書体は1948年と1952年にデザインされたPalatino（パラティーノ）とOptima（オプティマ）である。Palatinoはオーギュスト・ローゼンベルガーとの共同制作であり、細部にまでこだわりを見せた。16世紀イタリアの文豪ジャンバティスタ・パラティーノから名付けられた。Optimaはサンセリフながらも装飾豊かな書体であり、1958年にステンペル社より発売された。ツァップはステンペル社のマーケティング担当者が付けた名前が気に入らなかったようである。ツァップに与えられたカリグラフィーの仕事は多くはなかった。一番大きな仕事は、1960年にピアポント・モルガン図書館 (Pierpont Morgan Library) から1000ドルで依頼され、国連憲章の序文を4言語で書くというものであった。

## コンピュータ・タイポグラフィー
1960年代より、ツァップはタイポグラフィーをコンピュータ・プログラム上で行うようになった。彼の考えは急進的だと思われてドイツでは受け入れられず、1972年から1981年にかけて教壇に立ったダルムシュタット工科大学から却下された。ドイツで全く名を成せなかったため、ツァップは新しいアイデアが受け入れられる土壌を備えたアメリカへと渡った。彼はコンピュータ・タイプセッティングに関する講義をし、1964年にはハーバード大学でのスピーチを依頼されるまでになった。オースティン市のテキサス大学もツァップに興味を抱き、大学教授に迎え入れようとした。しかしツァップの妻がテキサスに行くことを嫌がり、空から一瞥しただけで、ツァップのテキサスでの夢は終わった。
アメリカでの計画が無に帰してしまい、フランクフルトの家が手狭過ぎたため、ツァップは妻を伴い1972年にダルムシュタットへ移住した。1976年、ロチェスター工科大学がツァップに世界初のタイポグラフィック・コンピュータ・プログラミングの教授職を打診してきた。彼は1977年から1987年の間、ロチェスターとダルムシュタットを飛行機で往復しながら教壇に立った。そこでコネクションのあったIBMやXeroxといった企業の助けを借り、またロチェスター在住のコンピュータの専門家と議論し、理論を発展させていった。1977年、ツァップと友人のアーロン・バーンズ、ハーブ・ルバーリンはニューヨークで Design Processing International, Inc. という会社を設立し、タイポグラフィーに関するコンピュータ・ソフトウェアの開発を行った。会社は1986年にルバーリンの死と共に閉鎖され、ツァップとバーンズは1987年に新たに  Zapf, Burns & Company を設立した。バーンズも書体デザインとタイポグラフィーの専門家であったが、1992年に亡くなるまでマーケティングに関わっていた。前に、社員2名がツァップのアイデアを盗用して会社を興すという事件が発生していた。ツァップはアメリカの会社をダルムシュタットで運営することは不可能だと分かっていたが、ニューヨークに移住することもしなかった。代わりに、ハンブルクにあるURW Software and Type社とhzプログラムというタイプセッティング・プログラムの開発を始めた。1990年代中盤のURW社の経済問題と破産を受け、アドビ・システムズ社がhzプログラムの特許を買収し、後にInDesignのプログラムに生かされることとなる。

## ツァッフィーノ (Zapfino)
1993年、ツァップは米国数学会 (American Mathematical Society) のためのタイプフェイス・AMSオイラー (AMS Euler) を、スタンフォード大学のドナルド・クヌース (Donald Kunth)、デビッド・シーゲル (David Siegel) と共に作り上げた。ドイツ文字とギリシャ文字を含む、数式のための書体であった。デビッド・シーゲルはスタンフォード大学を修了したばかりであり、タイポグラフィーの分野に興味を抱いていた。彼はツァップにさまざまな記号を取り入れた書体作りをしたいとアイデアを語り、ツァップがシカゴのタイポグラフィー学会の出版物向けに描いたカリグラフィーを参考にしたいと言った。
当時複雑なプログラムに没頭していたため、また新しい事に挑戦することを恐れるようになっていたため、ツァップは彼の考えを退けた。しかし、1944年のスケッチブックに描いていたカリグラフィーのページを思い出し、そこから書体を作ることができるかも知れないと考えるようになった。彼は1948年にステンペル社で筆記体活字作りに取り組んでいたが、金属活字ではスウォッシュ付きの文字を自由に表現できなかった。彼が望みは現代の電子技術でのみ実現できるものであり、ツァップとシーゲルは複雑なソフトウェアを学ぶこととなった。シーゲルはマサチューセッツ州ボストン出身のプログラマ、ジノ・リー (Gino Lee) をプロジェクトの補佐役として雇った。
不幸にも、プロジェクトが完成する直前、シーゲルはツァップに手紙を書き、ガールフレンドと別れて全ての意欲を失ったと伝えた。シーゲルはプロジェクトを捨てて新しい人生を歩み出し、Macintoshのカラー化に参画し、後にウェブデザインの専門家となる。
Zapfinoの開発はひどく遅れてしまい、ツァップはライノタイプ社にプレゼンテーションをするのに気後れしてしまうほどであった。チームはプロジェクトの再編成と完成を急いだ。ツァップはライノタイプ社の協力を得て四つのアルファベット、沢山の装飾記号や絵記号を創り出した。こうして、ツァッフィーノは1998年に発売された。
後の版のZaphinoにはAAT (Apple Advanced Typography) とOpenType の技術が利用され、合字を自動で選択したり、装飾文字の自動置換（特に、文脈や代用装飾文字を付近の他の装飾文字や単語などから推測する「文脈上の置換」と呼ばれるもの）をしたりと、ツァップのカリグラフィーの流動性と力強さをより正確に表現できるようになっている。

## 書体一覧
ツァップは下記の書体をデザインした。
- Aldus（アルダス)
- AMS Euler（オイラー)
- Aurelia（オレリア)
- Edison（エジソン)
- Hunt Roman（ハント・ローマン, ピッツバーグのハント植物学会の題字フォント）
- Kompakt（コンパクト)
- Marconi（マルコーニ)
- Medici Script（メディチ・スクリプト)
- Melior（メリオール)
- Michelangelo（ミケランジェロ)
- Noris Script（ノリス・スクリプト)
- Optima（オプティマ)
  - Optima Nova（オプティマ・ノヴァ, 2002年, 小林章との共作）
- Orion（オリオン)
- Palatino（パラティーノ)
  - Palatino Nova（パラティーノ・ノヴァ, 小林章との共作）
  - Palatino Sans（パラティーノ・サンズ, 小林章との共作）
- Saphir（サフィール)
- Sistina（システィナ)
- Vario（ヴァリオ)
- Venture（ベンチャー)
- Linotype Zapf Essentials（ライノタイプ・ツァップ・エッセンシャル)
- ITC Zapf Book（ITCツァップ・ブック)
- ITC Zapf Chancery（ITCツァップ・チャンスリー)
- ITC Zapf Dingbats（ITCツァップ・ディンバッツ)
- ITC Zapf International（ITCツァップ・インターナショナル)
- Zapf Renaissance Antiqua（ツァップ・ルネサンス・アンティカ)
- Zapfino（ツァッフィーノ)
  - Zapfino Extra（ツァッフィーノ・エクストラ)